# فارس مصاص الدماء
فارس مصاص الدماء (ヴァンパイア騎士، Vanpaia nāyito، بالإنجليزية: vampire knight) هي سلسلة من مانجا الشوجو من تأليف ماتسوري هينو، أول ظهور للسلسلة كان في يناير سنة 2005 في مجلة لالا. فيما بعد أشرفت مؤسسة النشر هاكسينشا على جمع الفصول ونشرها في تسع مجلدات.وهو أنمي يشبه قصة توايلايت، أنشئت لهذه السلسلة اثنين من الدراما الصوتية، فضلا عن ستة وعشرين حلقة أنمي من إنتاج ستوديو دين، الموسم الأول لسلسة الأنمي ب13 حلقة بث في اليابان على قناة تي في طوكيو في 8 أبريل 2008، الموسم الثاني ب13 حلقة وعنوانه فارس مصاص الدماء: المذنب تم بثه من نفس المحطة في 7 أكتوبر 2008، تم استخدام العديد من الأصوات التي عملت في الدراما الصوتية.

## القصة
تبدأ أحدات القصة في يوم عاصف في فصل الشتاء عندما تتعرض فتاة صغيرة تدعى يوكي كروس لهجوم من قبل مصاص الدماء لكن يتم انقادها من طرف مصاص دماء آخر يدعى كوران كانامي، فيما بعد تتحول يوكي من فتاة لا تعرف أي شيء عن ماضيها إلى فتاة يتبناها مدير أكاديمية كروس يدعى كاين كروس الذي يسعى بدوره وبرفقة يوكي ان يحقق هدفه الرئيسي في جعل التعايش السلمي بين البشر ومصاصي الدماء ممكنا، باستثناء زيرو كريو صديق الطفولة ليوكي الذي نجى من الموت بعد أن تعرضت أسرته للقتل على يد أحد مصاصي الدماء نقيي الدم، أن يصر على قتلهم ولا يثق في أحدهم مهما كان مسالما. رغم أن كريو يكره مصاصي الدماء إلا أنه يعتبر واحد منهم بعد أن قامت مصاصة الدم ذو الأصول النقية قبل أربع سنوات بعضه في رقبته، مما يجعل تحوله إلى مصاص الدماء مسألة وقت لا غير، تسعى يوكي ان تخلص زيرو كريو من اللعنة التي حلت به إضافة إلى استعادة ماضيها المفقود كما تسعى جاهدة لمعرفة السبب الذي جعل من رئيس الفصل الليلي كنامي أن ينقدها تلك الليلة وما هو السر الذي يخفيه عنها ألا وهو كونها قريبته (أخته) وزوجته المستقبلية (من ذوات الدم النقي) كما يسعى لحمايتها من عمه.

## الشخصيات
- يوكي كروس (黒主优姫، Kurosu yuki؟) هي ابنة بالتبني لمدير أكاديمية وأحد أعضاء اللجنة التأديبية التابعة للمدرسة. قبل عشر سنوات قام كنامي بإنقاذ حياتها بعد أن تعرضت لهجوم من أحد مصاصي الدماء، فقدت كل ماضيها وما تعرفه عن نفسها ما قبل الهجوم، لدى قام مدير الأكاديمية بتبنيها.بعد أن اكتشفت طبيعة كريو زيرو وتحوله إلى مصاص الدماء قررت تزويده بدمها.بالرغم من ذلك فإن يوكي تحب مصاص الدماء كنامي الذي لطالما كان في حمايتها وكان بجانبها ومساعدتها في تخطي كل المحن التي عاشتها خلال طفولتها.
- زيرو كريو(锥生零، Kiryū) ينحدر من سلالة تشتهر بصيد مصاصي الدماء. تعرضت أسرته للتصفية على يد شيزوكا هيو أحد مصاصي الدماء دوي الدماء النقية.قام مدير أكاديمية كراس بالاعتناء به إلى أن أصبح حارسا جنبا إلى جنب مع يوكي كراس، الحادث الذي أودى بحياة أسرته في طفولته خلفت لديه كرها لكل ما يمت لمصاصي الدماء بصلة، إلى أن يكتشف بنفسه انه أصبح واحد منهم بسبب هجوم شيزوكا عليه... (زيرو الآن مصاص دماء.. ولكنه لا يبالي لأن عائلته قتلت وماتت بسبب مصاصة دماء).
- كنامي كوران (玖兰枢، Kuran Kaname؟) فامباير نقي الدم، أنقذ يوكي من هجوم من مصاص دماء آخر عندما كانت صغيرة، كما أنه رئيس الفصل الليلي وقائد من الدرجة الأولى للمجموعة مصاصي الدماء في أكاديمية كراس، رغم أنه يتصرف بحزم وتسلط اتجاه رفاقه إلا أنه دائما ما يتعامل بمنتهى اللطف والرقة مع يوكي.